# James McCarthy
Ne doit pas être confondu avec James McCarthy (explorateur).
James McCarthy, né le 12 novembre 1990 à Glasgow, est un footballeur international irlandais qui joue au poste de milieu de terrain.

## Biographie
Il est formé dans le club écossais du Celtic Glasgow puis au sein du club d'Hamilton Academical FC avant de rejoindre pour son premier contrat professionnel le Wigan en 2009. En 2013, il s'engage avec Everton.
Le 7 août 2019, McCarthy s'engage avec Crystal Palace.
Pour la saison 2021/2022, McCarthy à signé en faveur de son club formateur le Celtic Glasgow en tant qu'agent libre (sport professionnel).
En 2023, James McArthur, a annoncé sa retraite du football à l’âge de 35 ans.

## International
Né en Écosse de parents irlandais, il choisit de jouer avec l'Irlande : d'abord  avec les espoirs irlandais et ensuite avec l'équipe nationale irlandaise. Il joue son premier match en sélection nationale contre le Brésil le 2 mars 2010, lors d'un match amical joué à l'Emirates Stadium. Depuis son premier match en compétition officielle, le 26 mars 2011, lors de Irlande 2-1 Macédoine à Dublin (en remplacement de Robbie Keane à la 87e minute), il ne peut plus représenter l'Écosse.

## Palmarès

### En club
Hamilton Academical
- Champion d'Écosse de D2 (1)
  - Champion en 2008

 Wigan Athletic
- Coupe d'Angleterre de football (1)
  - Vainqueur en 2013

 Celtic FC
- Championnat d'Écosse de football (2)
  - Champion en 2022 et 2023
- Coupe de la Ligue écossaise de football (2)
  - Vainqueur en 2022 et 2023

### Distinctions personnelles
- Meilleur jeune joueur du championnat d'Écosse en 2009.
- Trophée FAI du meilleur jeune joueur irlandais de l'année en 2012 et 2013.